# جند السماء
جند السماء هو تنظيم مسلح متهم بالإرهاب مدعوم من خارج وداخل العراق مثير للجدل تم القضاء على معظم اعضائه وقائدهم عن طريق القوات العراقية في نهاية يناير 2007.

## أهداف التنظيم
قائد التنظيم ادعى بأنه المهدي المنتظر وخطط لاحتلال مرقد الإمام علي بن أبي طالب بالنجف، وقتل أو اختطاف المراجع الشيعية البارزة في يوم عاشوراء الذي كان يصادف يوم الثلاثاء 30 يناير 2007.

## نهاية جند السماء
في يوم الاثنين 29 يناير 2007 الذي يوافق التاسع من محرم تم الهجوم على تنظيم جند السماء عن طريق القوات العراقية وتمكنت من قتل الكثير من أعضاء جند السماء بما فيهم قائدهم وتم أسر ما تبقى منهم.